# Скидан Ярослав Олександрович
Ярослав Олександрович Скидан (нар. 23 жовтня 1981, Щастя, Луганська область, УРСР) — український футболіст, півзахисник, майстер спорту міжнародного класу. Срібний призер Літньої Універсіади 2001 року в складі національної студентської збірної України.

## Життєпис
Вихованець ЛВУФК. Першим тренером Ярослава був його батько Олександр Васильович Скидан. Футбольну кар'єру розпочав у сезоні 1997/98 років у складі першолігової луганської «Зорі», за яку в чемпіонаті України провів 4 поєдинки. Для отримання стабільної ігрової практики у 1998 році виступав за аматорський колектив з рідного міста — «Енергетик». У тому ж 1998 році футболіст підписав контракт з донецьким «Шахтарем». В основному виступав за «Шахтар-2», «Шахтар-3» і дубль. У сезоні 2003-2005 виступав на правах оренди в маріупольському «Іллічівці». Після закінчення оренди в 2005 році повернувся в розташування «Шахтаря-2». У 2005-2006 роках відправився в оренду в «Сталь» (Дніпродзержинськ). У 2006 році розірвав контракт з «Шахтарем». У 2006-2007 роках знову виступав за «Сталь». У сезоні 2007/08 років перейшов у «Гірник» (Кривий Ріг), зіграв 4 гри, після чого отримав серйозну травму коліна й майже рік був відсутній у футболі. У 2008 році підписав контракт з сімферопольським «ІгроСервісом», який в середині 2009 року припинив своє існування. У 2009 році завершив кар'єру в «Шахтарі» (Свердловськ). По завершенні кар'єри гравця — працівник ФК «Шахтар» (Донецьк). У 2013 році виступав за аматорські колективи «УСК-Рубін» (Донецьк) та «Вода Донбасу» (Макіївка).